# مونس زيلميرلوف
مونس زيلميرلوف (بالسويدية: Måns Zelmerlöw)‏ (مواليد 13 يونيو 1986). هو مُغني بوب ومُمثل وعارض أزياء ومُقدم تلفزيوني سويدي.
قاد السويد للفوز بمسابقة يوروفيجن للأغاني سنة 2015، بأغنيته «الأبطال». وقد حَصل على 365 نقطة؛ وهي ثالث أعلى نتيجة بتاريخ المُسابقة.

## حياته الشخصية

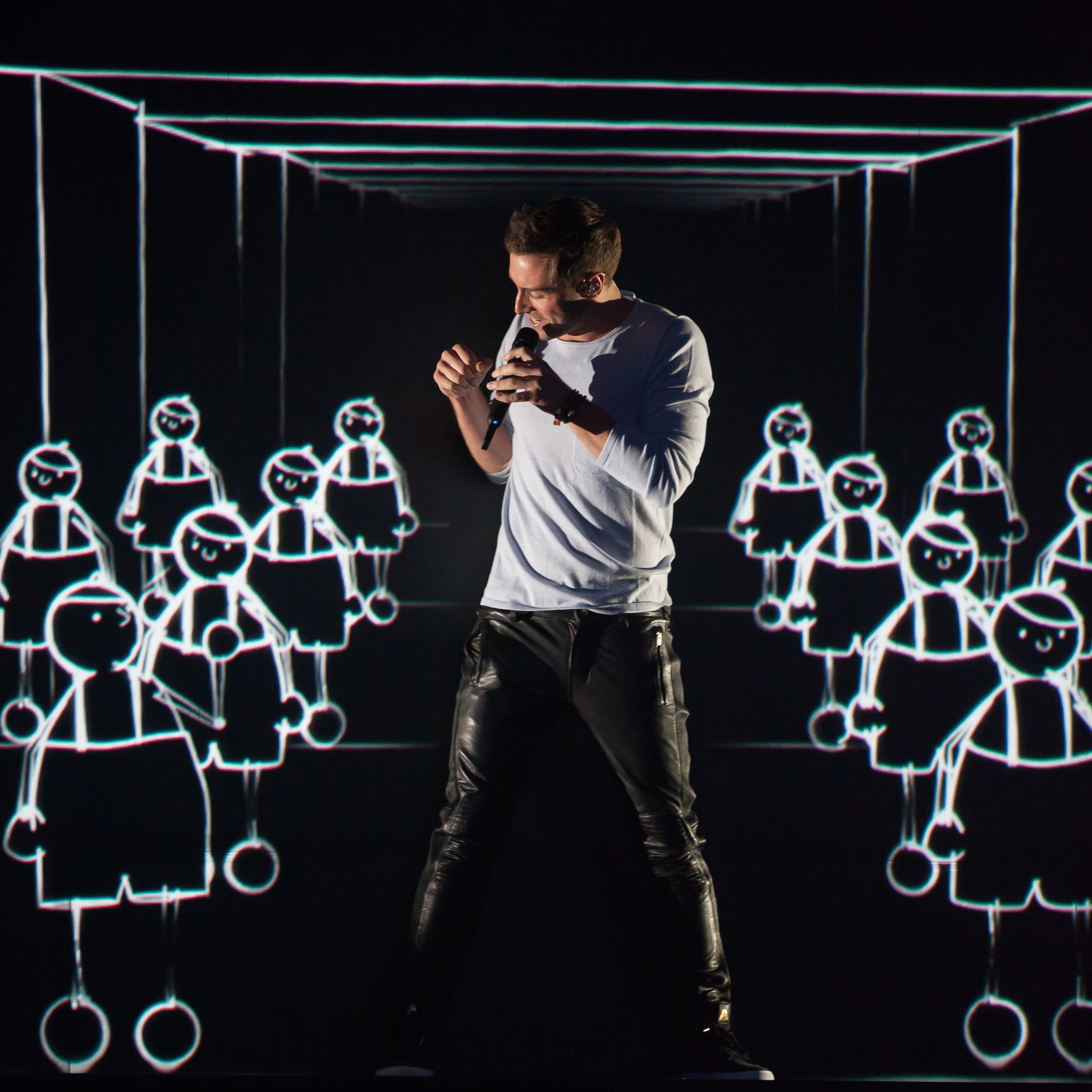
مسابقة الأغنية الأوروبية في فيينا 2015: مونس زيلميرلوف

لدى زيلميرلوف أخت تصغره سنًا، وتروق له كرة القدم، التنس، والغولف .
في 26 ديسمبر 2004، نجا زيلميرلوف وعائلته من زلزال المحيط الهندي حينما كانوا يقضون عطلتهم في خاو لاك، تايلاند.
بين عامي 2008 و2011، انخرط في علاقة المغنية والعارضة السويدية ماري سانهولت,العضو السابق في الفرقة السويدية أي-تينز.
في مارس 2014، وخلال حلوله ضيفًا ببرنامج الطبخ السويدي مطبخ بلوراس، علّق زيلميرلوف أنه يعتبر المثلية الجنسية avvikelse (بالعربية: انحراف). في البرنامج، قال إنه لا يعتقد أن شيء خاطئ بالمثلية، لكن هذا ليس من البيولوجيا الطبيعية، بما أنه لا يؤدي إلى إنجاب. لاحقًا، إعتذر مرارًا وتكرارًا لتعليقه ذاك، زاعمًا أنه قد كان هناك سوء فهم. بعد عام من فوزه بمهرجان الاغنية السويدية، حطت الواقعة تحت اهتمام وسائل الإعلامية الدولية، مما دفع وسائل إعلام مثلية، وسويدية للدفاع عنه. لاحقًا، صرح بأنه «إذا حظيت بذلك الشعور» فإنه سيواعد رجلاً.

## روابط خارجية
- مونس زيلميرلوف على موقع IMDb (الإنجليزية)
- مونس زيلميرلوف على موقع روتن توميتوز (الإنجليزية)
- مونس زيلميرلوف على موقع ميوزك برينز (الإنجليزية)
- مونس زيلميرلوف على موقع قاعدة بيانات الأفلام السويدية (السويدية)
- مونس زيلميرلوف على موقع أول ميوزيك (الإنجليزية)
- مونس زيلميرلوف على موقع ديسكوغز (الإنجليزية)
- مونس زيلميرلوف على موقع قاعدة بيانات الفيلم (الإنجليزية)
- مونس زيلميرلوف على موقع كينوبويسك (الروسية)